# 마르게리트 페레

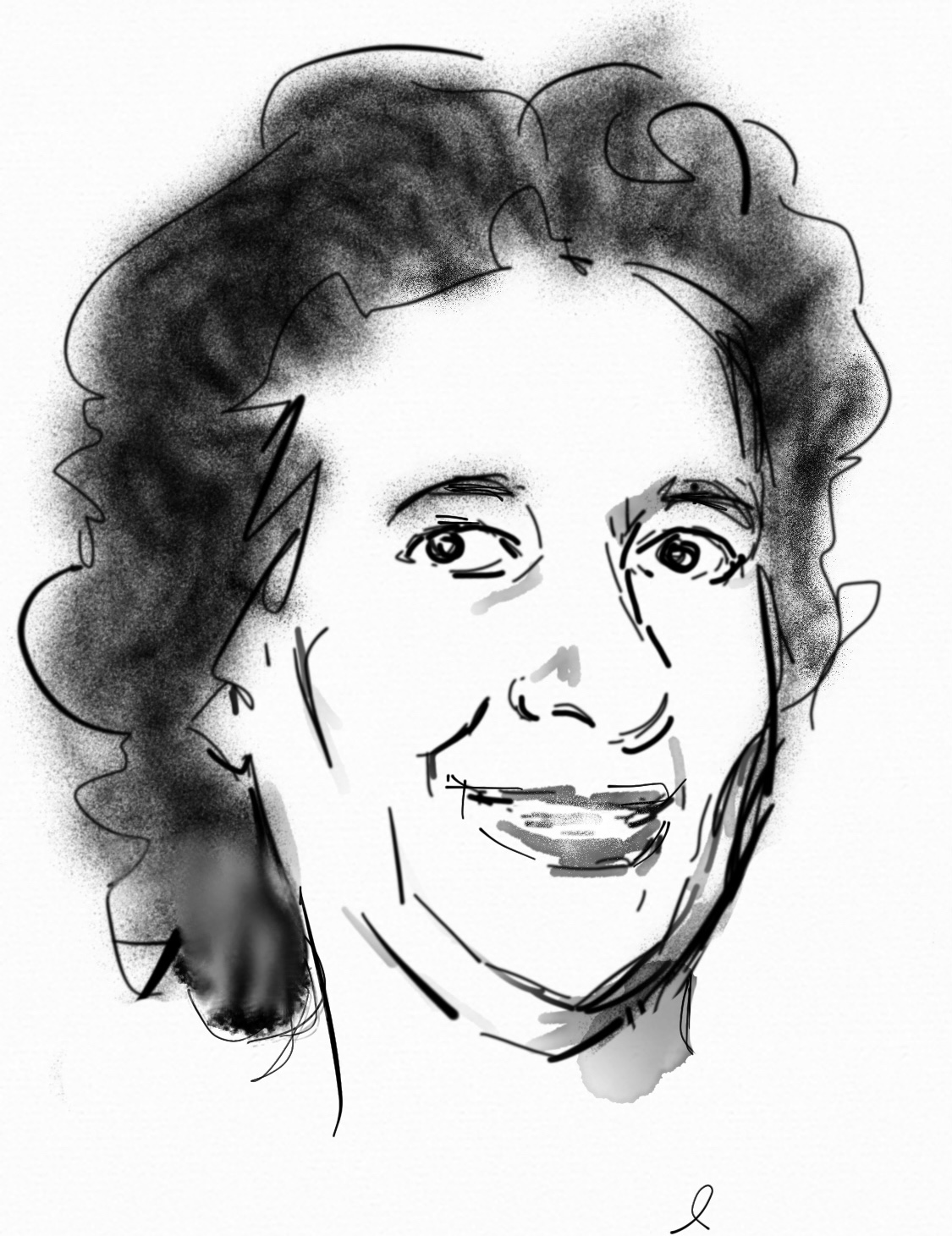
초상화

마르게리트 페레(Marguerite Perey, 본명: 마르게리트 카트린 페레, Marguerite Catherine Perey, 1909년 10월 19일 ~ 1975년 5월 13일)는 프랑스의 물리학자이자 마리 퀴리의 제자였다. 1939년에 페레는 악티늄이 포함된 란타넘 샘플을 정제하여 프랑슘 원소를 발견했다. 1962년에 프랑스 과학 아카데미 회원으로 선출된 최초의 여성이었는데, 그녀의 멘토인 퀴리에게는 영예가 주어지지 않았다. 페레는 1975년 암으로 사망했다.